# I Was the One
〈I Was The One〉은 에런 슈로더, 빌 페퍼스, 클로드 디미트리어스, 할 블레어가 지은 엘비스 프레슬리의 노래다.
1956년 1월 11일 내슈빌의 RCA 스튜디오에서 녹음되었다. 그리고 〈Heartbreak Hotel〉 싱글반 B면에 수록돼 발표되었다(RCA Victor 20-6420 (78rpm 레코드) 및 RCA Victor 47-6420 (싱글)). 프로듀서는 스티븐 숄스였다.
스웨덴 밴드 스트레플러스가 LP 《Speed》에 취입 발매했다(Bohus Bglp 5010). 컨트리 음악가 지미 데일 길모어가 음반 《Spinning Around the Sun》을 통해 본인의 버전을 선보이기도 했다.